# Liste der Kulturgüter in Entlebuch LU
Die Liste der Kulturgüter in Entlebuch enthält alle Objekte in der Gemeinde Entlebuch im Kanton Luzern, die gemäss der Haager Konvention zum Schutz von Kulturgut bei bewaffneten Konflikten, dem Bundesgesetz vom 20. Juni 2014 über den Schutz der Kulturgüter bei bewaffneten Konflikten sowie der Verordnung vom 29. Oktober 2014 über den Schutz der Kulturgüter bei bewaffneten Konflikten unter Schutz stehen.
Objekte der Kategorie A sind im Gemeindegebiet nicht ausgewiesen, Objekte der Kategorie B sind vollständig in der Liste enthalten, Objekte der Kategorie C fehlen zurzeit (Stand: 1. Januar 2023). Unter übrige Baudenkmäler sind zusätzliche Objekte zu finden, die im kantonalen Denkmalverzeichnis verzeichnet und nicht bereits in der Liste der Kulturgüter enthalten sind.

## Kulturgüter
| Foto |                                                                         | Objekt                                       | Kat. | Typ | Standort                | Beschreibung |
| ---- | ----------------------------------------------------------------------- | -------------------------------------------- | ---- | --- | ----------------------- | ------------ |
| ja   | Datei hochladen · Wikidata zu Katholische Kirche St. Martin (Q29785543) | Katholische Kirche St. Martin KGS-Nr.: 03661 | B    | G   | Dorf 44 647620 / 204759 |              |

## Übrige Baudenkmäler
| ID   | Foto |                                                                  | Objekt                                          | Typ | Standort                      | Beschreibung |
| ---- | ---- | ---------------------------------------------------------------- | ----------------------------------------------- | --- | ----------------------------- | ------------ |
| 11   |      | Datei hochladen                                                  | Haus Bodenmatthalde (Zemp-Haus)                 | G   | Koordinaten fehlen! Hilf mit. |              |
| 27   |      | Datei hochladen                                                  | Pfarrhaus                                       | G   | Koordinaten fehlen! Hilf mit. |              |
| 109d |      | Datei hochladen                                                  | Dreikönigskapelle bei Graben                    | G   | Koordinaten fehlen! Hilf mit. |              |
| 242  |      | Datei hochladen                                                  | Bauernhaus Grosshegen                           | G   | Koordinaten fehlen! Hilf mit. |              |
| 267  | BW   | Datei hochladen                                                  | Kapelle auf Egg                                 | G   | Egg 3 648673 / 203813         |              |
| 268b |      | Datei hochladen                                                  | Kornspeicher auf der Liegenschaft Hinterbrunnen | G   | Koordinaten fehlen! Hilf mit. |              |
| 301  |      | Datei hochladen                                                  | Muttergotteskapelle bei den Brüdern             | G   | Koordinaten fehlen! Hilf mit. |              |
| 499  | ja   | Datei hochladen · Wikidata zu Zwischenwassernbrücke (Q106627154) | Zwischenwassernbrücke                           | G   | 647262 / 204878               |              |

Legende: Siehe Legende der Liste der Kulturgüter von nationaler und regionaler Bedeutung. Anstelle der KGS-Nummer wird als Objekt-Identifikator (ID) die Gebäudenummer im kantonalen Denkmalverzeichnis verwendet.